# 谭寿海墓
谭寿海墓位于中国广东省云浮市罗定市双东镇烟墩大峒，为罗定市的一个市级文物保护单位，类型为古墓葬，公布时间为1994年6月8日。
谭寿海墓的历史年代为明代。